# بيدرو الخامس ملك أراغون
إنفانتي بيدرو من كويمبرا (بالبرتغالية: Pedro de Portugal‏) أو المعروف بـ بيدرو الخامس ملك أرغون (حوالي 1429 - 30 يونيو 1466) كان كندسطبل البرتغال الخامس، هو ابن البكر لـ بيدرو دوق كويمبرا وإيزابيلا الأورغلية حفيدة بيدرو الرابع ملك أراغون من ناحية والدتها، في وقت لاحق منح مجلس المائة الكتالوني بيدرو تاج أراغون، وبحيث أصبح ملك أراغون كجزء من حرب الأهلية الكتالونية ضد ملك خوان الثاني ملك أراغون، بحيث أصبح ملكاً من عام 1463 حتى وفاته.

## روابط خارجية
- بيدرو الخامس ملك أراغون على موقع الموسوعة البريطانية (الإنجليزية)
- بيدرو الخامس ملك أراغون على موقع الموسوعة البريطانية (الإنجليزية)